# 毛利昌祉
毛利 昌祉（もうり まさただ、明和4年（1767年） - 天明2年7月23日（1782年8月31日））は、長州藩一門家老である阿川毛利家の10代当主。
父は児玉就行。母は宮城軌貞の娘。兄は児玉親忠。養父は毛利信任。養子は毛利就貞。通称は五郎。

## 生涯
明和4年（1767年）、児玉就行の次男として生まれる。天明元年（1781年）9月1日、阿川毛利信任の急死によりその遺跡を相続して、長州藩一門家老、阿川領主となる。天明2年（1782年）7月23日没。享年16。家督は7代毛利広漢の弟で繁沢家を相続していた就貞が帰家して相続した。